# Тайн

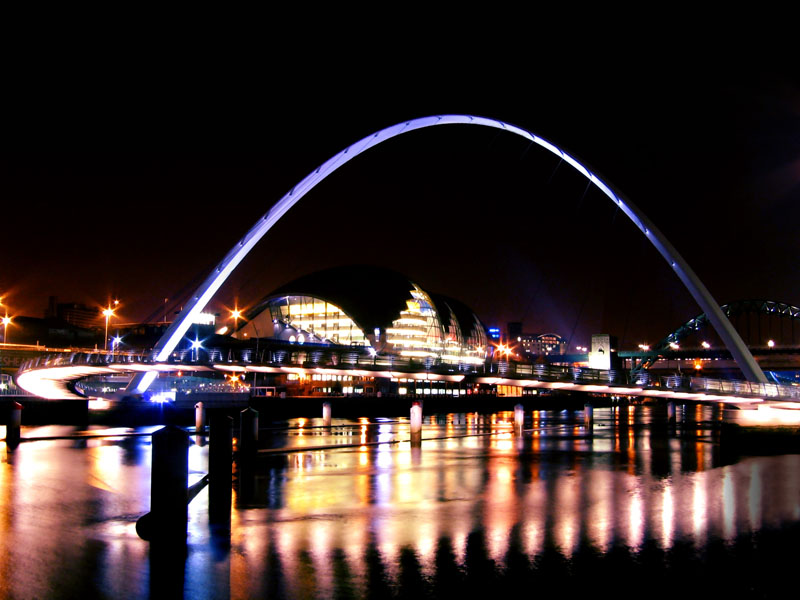
Тайн в г. Гейтсхэд ночью

Тайн (англ. Tyne) — река в Англии, образована слиянием рек Норт-Тайн (Северный Тайн) и Саут-Тайн (Южный Тайн). Эти реки сливаются у городка Хексэм (Hexham) в Нортумберленде.
Норт-Тайн начинается у шотландской границы, к северу от водохранилища Килдер-Уотер. Течёт через Килдерский лес и до Хексэма не имеет на своём пути крупных поселений.
Саут-Тайн берёт исток у Алстонских болот в Камбрии и протекает через города Халтвисл (Haltwhistle) и Хэйдон-Бридж (Haydon Bridge).
После слияния Тайн течёт от Хексэма через Корбридж (Corbridge) в Нортумберленде, далее через графство Тайн и Уир, разделяя чертой/границей два города по берегам реки Ньюкасл и Гейтсхед на протяжении 13 миль, где реку пересекают 10 мостов. Впадает в Северное море у г. Саут-Шилдз (South Shields).
Длина реки 100 км. (По другим данным, 117 км).
Тайн служил основной водной магистралью для экспорта угля, начиная с XIII века до того, как в упадок пришли угольные шахты на северо-востоке Англии во второй половине XX века.
В конце XIX — начале XX века кораблестроительные верфи в низовьях Тайна были одними из самых лучших в мире. 29 октября 1898 года на верфи Armstrong Whitworth был спущен на воду «Ермак» — первый в мире ледокол арктического класса, получивший имя легендарного русского покорителя Сибири Ермака Тимофеевича. Судно создавалось при активном участии Д. И. Менделеева и адмирала С. О. Макарова, которые занимались его разработкой с применением опытового бассейна, а в дальнейшем — входили в состав комиссии, курировавшей постройку ледокола.

### Комментарии
1. ↑  Энциклопедия Britannica не содержит указаний, по какому притоку измерена общая длина реки, при этом расстояние от устья до слияния Северного и Южного Тайна составляет чуть больше 50 км.